# Johannes Streich
Johannes Streich (16 de abril de 1891 - 20 de agosto de 1977) fue un general alemán en la Wehrmacht durante la II Guerra Mundial quien comandó la 5.ª División Ligera durante las primeras etapas de la Campaña en el Norte de África. Sacado del campo de batalla por su pobre desempeño durante el Sitio de Tobruk, después brevemente comandó la 16.ª División de Infantería Motorizada durante el avance hacia Moscú. Un veterano de la I Guerra Mundial, también recibió la Cruz de Caballero de la Cruz de Hierro.

## Primeros años
Nacido en Augustenburg el 16 de abril de 1891, Streich se unió al ejército del Imperio alemán como Fahnen-junker (oficial cadete) en 1911 después de completar su escolaridad. Fue comisionado en el 2.º Regimiento Ferroviario, estacionado en Berlín-Schöneberg y que operaba el Ferrocarril Militar Real Prusiano, como leutnant (teniente segundo) dos años después. Durante la I Guerra Mundial, sirvió en ambos frentes occidental y oriental y recibió la Cruz de Hierro, en ambas clases 1.ª & 2.ª. Terminó la guerra como Oberleutnant (teniente primero) y comandante de compañía.

## Periodo de entreguerras
Streich fue retenido en el Reichswehr (Defensa Imperial) de posguerra y, habiendo mostrado interés por la guerra motorizada, en 1921 fue situado en Hannover como comandante de una compañía de transporte motorizado. Fue promovido a Hauptmann (capitán) dos años más tarde, para 1930 era un consejero en la Oficina de Artillería del Ejército y jugó un papel en el desarrollo de vehículos blindados, incluyendo al tanque Panzer I. Tomó el mando del 15.º Regimiento Panzer en 1935, siendo promovido a Oberstleutnant (teniente coronel).
Su nuevo mando era parte de la 8.ª Brigada Panzer, de la 5.ª División Panzer, y fue parte en la fuerza que ocupó los Sudetes en 1938. Como comandante regimental, Streich tenía difíciles relaciones con dos de sus comandantes de batallón. Para principios de 1939, la tensión escaló hasta el punto en que el mando divisional de Streich tuvo que resolver la situación trasladando los dos oficiales júnior a nuevos roles con otras unidades.

## II Guerra Mundial
El 15.º Regimiento Panzer de Streich jugó solo un menor papel en la invasión de Polonia pero fue más prominente en la Batalla de Francia al año siguiente. Estuvo involucrado en el rodeo de las fuerzas francesas en Lille y después en la Batalla de Dunkerque. Después de la evacuación británica, el regimiento se desplazó por el Sena y después hasta Ruán. En un punto, Streich tuvo una disputa con el Generalmajor Erwin Rommel, cuya 7.ª División Panzer operaba en las cercanías, sobre algunos equipos de puentes. Su regimiento finalizó la campaña francesa cerca de la frontera española habiendo hecho 20.000 soldados prisioneros de guerra franceses y británicos. Recibiría la Cruz de Caballero por la captura de su regimiento de Veules-les-Roses mientras estaba en proceso de ser evacuado. Los panzers de Streich invadieron la ciudad durante un ataque nocturno y capturaron miles de prisioneros, incluyendo dos comandantes de brigada y el comandante de división francés General Durant.
A principios de 1941, Streich recibió el mando de la 5.ª Brigada Panzer, en la 4.ª División Panzer. Poco después fue promovido a Generalmajor y fue seleccionado comandante de la 5.ª División Ligera.

### Norte de África
La 5.ª División Ligera estaba todavía en el proceso de ser formada y solo fue activada el 18 de febrero de 1941. Poco después fue enviada a Libia para unirse al recién formado Afrika Korps, comandado por Rommel, ahora un Generalleutnant. Aunque Streich llegó al país a finales de febrero, su división no estuvo completa hasta el siguiente mes. A partir del 31 de marzo, estuvo involucrado en la Operación Sonnenblume (Operación Girasol) y las fuerzas de Streich mayormente destruyeron la 2.ª División Blindada británica. Sin embargo, Rommel no quedó impresionado con su liderazgo, considerándolo demasiado cauteloso y lento en su avance. Cuando Streich se opuso a las órdenes de atacar la ciudad de Mechili el 7 de abril en base a que su división no estaba preparada, Rommel lo acusó de cobardía. La acusación fue retirada cuando Streich amenazó con devolver su Cruz de Caballero.
Cuando el avance se trasladó hasta Tobruk, Streich continuó siendo conservador con el uso de sus fuerzas y Rommel se sintió cada vez más frustrado después de los ataques fallidos en Tobruk los días 12 y 13 de abril. Dada una oportunidad final de capturar el puerto a principios de mayor, Streich fracasó nuevamente y Rommel lo relevó de su mando. Streich retornó a Alemania y el Generaloberst Franz Halder, el jefe del Oberkommando des Heeres (OKH) y un conocido de su tiempo en la Oficina de Artillería del Ejército, pronto le encontró una nueva asignación en el frente oriental.

### Frente oriental
Originalmente un comandante de un grupo de batalla durante la Operación Barbarroja, Streich pronto recibió el mando de la 16.ª División de Infantería Motorizada cuando su oficial comandante, Generalleutnant Sigfrid Henrici, cayó enfermo. En ese tiempo, estuvo involucrado en la Batalla de Kiev antes de ser transferido al 2.º Ejército Panzer del Generaloberst Heinz Guderian para participar en el avance hacia Moscú. Pronto fue criticado por Guderian por el lento paso de la división y cuando Henrici recuperó su salud y reanudó el mando de la división en noviembre de 1941, Streich volvió a Alemania.

## Últimos años
Después de su retorno a Berlín, Streich estuvo sin puesto durante siete meses hasta que Halder lo hizo inspector de tropas móviles para el OKH. Este no era un rol significativo, ni lo fue su siguiente asignación, comandante del Área de Reclutamiento de Breslavia, en junio de 1943. Recibió una promoción a Generalleutnant en octubre de 1943. Pudo evitar el rodeo de Breslavia por el Ejército soviético en febrero de 1945 y se puso en camino hacia Berlín donde fue hecho comandante del Área de Reclutamiento de la ciudad. Evadió al Ejército soviético cuando capturó la ciudad de Berlín y pudo rendirse a los Aliados en occidente. Retenido como prisionero de guerra por tres años, después vivió en Hamburgo y murió ahí el 20 de agosto de 1977.